# AtheOS
AtheOS – zaprojektowany przez norweskiego programistę Kurta Skauena system operacyjny, przeznaczony do zastosowań multimedialnych i biurowych. Obecnie projekt nie jest rozwijany, jego kontynuację stanowi Syllable. Architektura systemu posiada wiele podobieństw do systemu BeOS oraz AmigaOS.
Jądro systemu obsługuje architekturę SMP, posiada możliwość dołączania sterowników urządzeń oraz systemów plików podczas działania, ponadto oferuje wbudowany stos TCP/IP oraz system graficzny (GUI). System graficzny jest podzielony na dwie części:
- serwera aplikacji, z którym programista komunikuje się za pomocą API w języku C++, a który to oferuje funkcje wysokiego poziomu,
- części umieszczonej w jądrze, komunikującej się z serwerem aplikacji za pomocą niewidocznego dla programisty protokołu, niekompatybilnego z protokołem X Window System[4].

Macierzysty system plików to AtheOS FS.
Domyślną powłoką jest Bash.